# Convenzione internazionale per la salvaguardia della vita umana in mare
La Convenzione internazionale per la salvaguardia della vita umana in mare (nota anche semplicemente come SOLAS, acronimo di Safety Of Life At Sea) è un accordo internazionale volto a tutelare la sicurezza della navigazione mercantile, con esplicito riferimento alla salvaguardia della vita umana in mare.

## Storia
Le origini della convenzione si rifanno al disastro del Titanic, avvenuto nella notte tra il 14 e il 15 aprile 1912, uno dei primi grandi incidenti marittimi di sempre e il primo a essere documentato dai media, interessando quindi grandi masse di persone. Dopo poco meno di due anni, esattamente il 20 gennaio 1914, venne approvata a Londra la prima versione della convenzione, composta da poche pagine che comunque mostravano una volontà di porre sotto regolamentazione ogni aspetto della vita di bordo che potesse comportare pericolo per la vita umana, non solo dei passeggeri ma anche degli equipaggi. Successive modifiche furono apportate nel 1929, nel 1948 e nel 1960.
La versione del 17 giugno 1960 entrò in vigore il 26 maggio 1965 e fu il più grande atto di studio dell'International Maritime Organization (IMO, Organizzazione marittima internazionale) dopo la sua creazione; in tale occasione le misure che vennero adottate palesarono la volontà di una modernizzazione delle norme per restare al passo coi tempi, date le nuove costruzioni e i nuovi sviluppi del mondo marittimo. L'intenzione fu quella di mantenere la Convenzione aggiornata periodicamente attraverso una serie di emendamenti, ma di fatto tale idea si rivelò irrealizzabile, data la lentezza del processo.
Per far fronte a tali difficoltà, il 1º novembre 1974 venne approvata una nuova versione della Convenzione (entrata in vigore il 25 maggio 1980), che riportava molti degli emendamenti proposti fino a quel momento, usando la procedura del tacito accordo: per accelerare i tempi, si dichiarò che i suddetti emendamenti sarebbero entrati in vigore in una specifica data, a meno che una serie di Paesi membri entro tale data non avessero avuto obiezioni.
In seguito, in particolare nel 1988 fu presentato un emendamento che aggiornò il capitolo riguardante le radiocomunicazioni e sostituì il codice Morse col GMDSS Code (Global Maritime Distress and Safety System); tale versione è applicata dal 1992.

## Struttura della Convenzione attuale
La SOLAS è strutturata in quattordici capitoli, il quattordicesimo entrato in vigore il 1º gennaio 2017.
Cap. I – General Provisions - Disposizioni generali 
In questa sezione vengono elencati: definizioni, esenzioni, visite e certificati. Tutte le navi sono soggette a visite da parte dell'Autorità Marittima che possono essere: visite iniziali e si effettuano prima che la nave entri in esercizio per il rilascio dei certificati; visite di rinnovo dei certificati che si effettuano alla scadenza dei certificati; visite intermedie o annuali che si effettuano durante il periodo di validità dei certificati per la loro convalida; visite occasionali quando la nave subisce una grave avaria. 
Cap. II – 1) Construction - Subdivision and stability, machinery and electrical installations - Costruzione, compartimentazione e stabilità, macchine ed impianti elettrici, ecc. 
Per la stabilità si fa riferimento al IS Code (Intact Stability Code) emanato nel 2008. 
Cap. II – 2) Fire protection, fire detection and fire extinction - Costruzione, protezione, rivelazione ed estinzione degli incendi. 
In questa sezione sono stabilite le protezioni antincendio delle navi a partire dai sistemi di rilevamento di fumi, scintille e principi d'incendio.
Cap. III –Life-saving appliances and arrangements - Mezzi e sistemazione di salvataggio. 
Il capitolo fa riferimento al LSA CODE (Life Saving Appliances Code), nel quale sono riportati mezzi e sistemazioni di salvataggio: imbarcazioni coperte o semicoperte, tute d'immersione, indumenti termo protettivi, battello di emergenza e nuovi dispositivi per la messa a mare di zattere ed. 
Cap. IV – Radiocommunications - Radiocomunicazioni. 
Il capitolo ha introdotto il GMDSS, e quindi sistemi di comunicazione tradizionali quali: il DSC, i sistemi satellitari INMARSAT, l'EPIRB, il SART, il NAVTEX e i VHF portatili per le imbarcazioni di salvataggio. 
Cap. V- Safety of navigation - Sicurezza della navigazione. 
Indica le apparecchiature obbligatorie per la sicurezza della navigazione che inizialmente erano considerate solo la girobussola, il radar, l'ecoscandaglio e il radiogoniometro. Le modifiche successive hanno eliminato il radiogoniometro e hanno aggiunto: la bussola magnetica, il radar ARPA, il GPS, il solcometro, l'AIS e l'ECDIS. Lo stesso capitolo parla di cosa deve fare il Comandante quando avvista un pericolo per la navigazione o quando riceve un'allerta di soccorso. Infine esorta i governi e le organizzazioni a dotarsi di sistemi SAR e un sistema VTS. 
Cap. VI – Carriage of cargoes - Trasporto di carichi e combustibile. 
Il capitolo fu inizialmente dedicato esclusivamente al trasporto delle granaglie; ora detta norme di carattere generale sui carichi solidi e secchi alla rinfusa, facendo riferimento all'IGC Code (International Grain Code). 
Cap. VII – Carriage of dangerous goods - Trasporto di merci pericolose. 
Nella stesura iniziale il capitolo fu esclusivamente dedicato al trasporto delle merci pericolose in colli. Ora, vengono riportate anche alcune norme di carattere generale riguardanti la costruzione e le dotazioni delle navi chimichiere e gasiere. Si fa riferimento all'IMDG Code (International Maritime Dangerous Good Code).
Cap. VIII –Nuclear ships - Navi nucleari.
Vengono elencati controlli e protezioni contro le radiazioni; visite, certificati e il manuale d'esercizio. 
Cap. IX - Management for the safe operation of ships - Gestione della sicurezza delle navi.
Il seguente capitolo ha introdotto l'ISM Code (International Safety Management Code), il quale detta norme sulla gestione in sicurezza delle navi e sugli obblighi e responsabilità delle società di navigazione.
Cap. X - Safety measures for high-speed craft - Misure di sicurezza per le unità veloci.
Cap. XI – 1) Special measures to enhance maritime safety - Misure speciali per migliorare la sicurezza marittima.
Con gli emendamenti 2002 il capitolo fu diviso in due parti. Nella prima parte sono introdotte le visite PSC (Port State Control), ossia i controlli che uno Stato effettua a tutte le navi straniere che approdano nei propri porti. 
Cap. XI – 2) Special measures to enhance maritime security - Misure speciali per migliorare la security marittima.
Fa riferimento al Codice ISPS (International Ship and Port facility Security) e detta norme per il controllo del terrorismo, della pirateria e dei clandestini. 
Cap. XII –Additional safety measures for bulk carriers - Misure di sicurezza addizionali per le navi rinfusiere. 
Cap. XIII – Verification of compliance - Verifica delle conformità.
Questo capitolo rende obbligatorio il codice per l'applicazione degli strumenti IMO, e quindi l'IMO Implementaton Instruments Code. L'IMO sottopone gli Stati Membri, ogni 7 anni, ad audit obbligatori per la verifica della suddetta Conformità. 
Cap. XIV – Safety measures for ships operating in polar waters - Misure di sicurezza per le navi che operano in acque polari.              Il capitolo introduce il Polar Code. Il codice definisce acque polari quelle oltre i 60° di latitudine.
Cap. XV – Safety measures for vessels carrying industrial personnel - Misure di sicurezza per navi che trasportano personale industriale 

### Riferimenti normativi internazionali
- Convenzione internazionale per la salvaguardia della vita umana in mare (PDF), su admin.ch.
- A.V. Formisano, Captain's Handbook, Napoli 2017.